# Homoglyf
Homoglyf je pojem z oboru typografie, kde se jím rozumí především dva takové grafémy či znaky, které jsou natolik vzhledově podobné, že při čtení je pravděpodobná jejich chybná interpretace. Rovněž se tímto označením mohou myslet celé shluky písmen či slova, v kterých z tohoto důvodu hrozí záměna.
Mezi typické příklady zaměnitelných dvojic patří číslice 0 a velké písmeno O, malé písmeno l a velké písmeno I. Záměna může nastat i napříč abecedami: například písmeno H z latinky vypadá podobně jako písmeno Н z cyrilice a písmeno Η z řecké abecedy.
V psacím písmu nebo ve špatně navržené rodině písma může hrozit i záměna více písmen za jediné, například dvojice rn může být zaměněna za m nebo dvojice cl za d.
Někdy je vnější podoba různých znaků využívána záměrně, například při phishingových internetových útocích a nebo také v leetspeaku, kde jsou ale kromě několika opravdových homoglyfů používány především znaky jen vzdáleně podobné.